# رود ریشلیو
رودخانه ریشلیو (فرانسوی: [ʁiʃ(ə)ljø] ) رودخانه‌ای در کبک، کانادا و یکی از شاخه‌های اصلی رودخانه سن‌لوران است. این رود از دریاچه چمپلین سرچشمه می‌گیرد و از میان استان کبک به سمت شمال جاری می‌شود و به رودخانهٔ سن‌لوران می‌ریزد. این رود قبلاً توسط فرانسوی‌ها با نام‌های رودخانه ایروکوا و رودخانه شامبلی شناخته می‌شد و نام کنونی خود را از کاردینال ریشلیو، از وزیران لویی سیزدهم، گرفته است.